# 大康塞普西翁地区

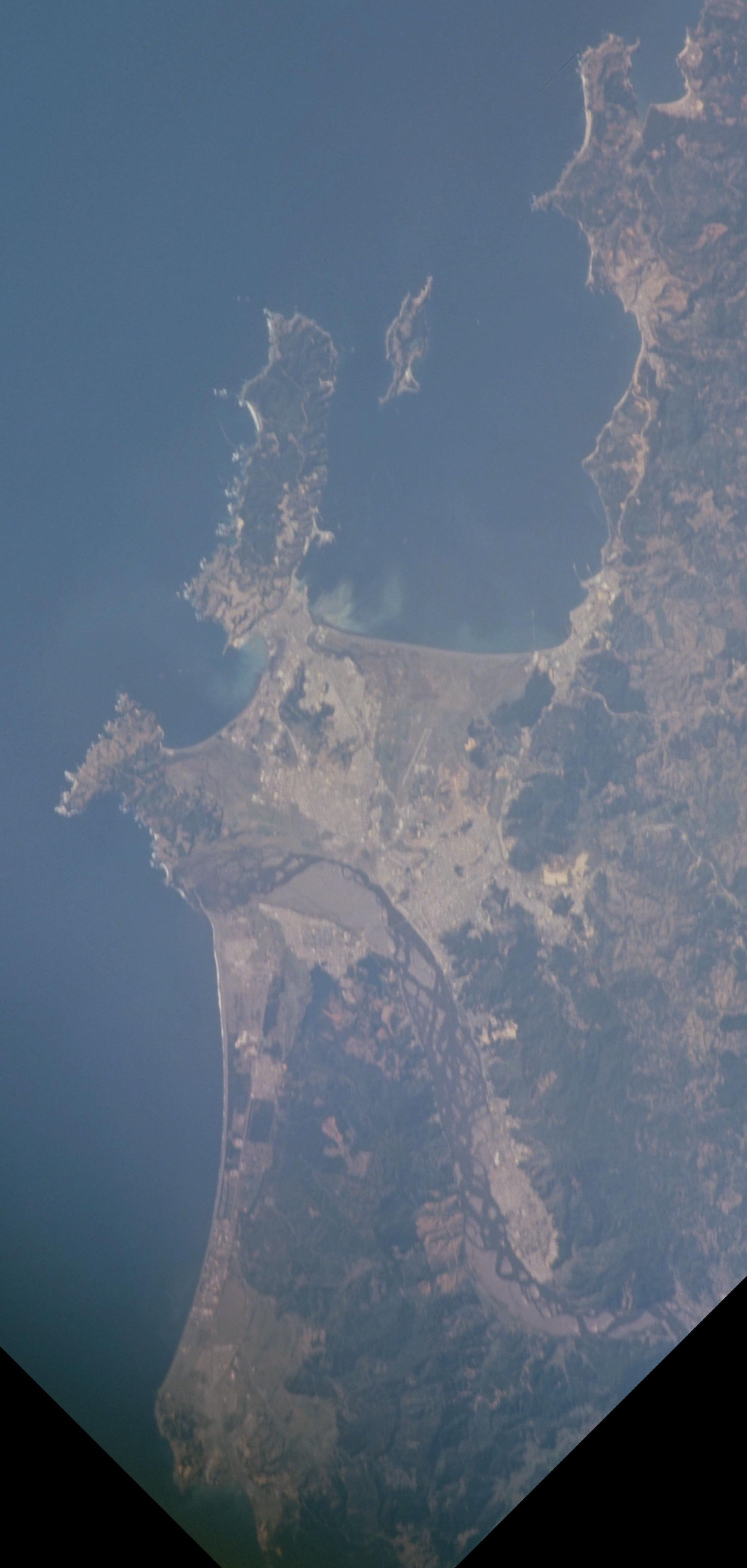
大康塞普西翁地区的卫星照片

大康塞普西翁地区（西班牙語：Gran Concepción）是继大圣地亚哥地区外智利的第二大組合城市，2012年时人口普查数据为945,650常住人口。该区域得名于首府康塞普西翁市。

## 组成
大康塞普西翁地区由以下城市组成：
- 康塞普西翁
- 塔爾卡瓦諾
- 奇瓜揚特
- 聖佩德羅德拉帕斯
- 瓦爾彭
- 彭科
- 托梅
- 科羅內爾
- 洛塔
- 瓦爾基